# Magyar Élelmiszer-biztonsági Hivatal
A Magyar Élelmiszer-biztonsági Hivatal (MÉBiH) magyarországi államigazgatási szerv 2003 és 2012 között működött, azzal a feladattal, hogy a nemzetközi tapasztalatokra, és a hazai intézményrendszer tevékenységére építve hiteles, megbízható információkkal segítse a fogyasztók egészségének védelmét, az élelmiszerek közvetítette ártalmak megelőzését, az élelmiszerbiztonság iránti bizalom megőrzését.

## Története
A MÉBiH az Európai Unió elvárásainak megfelelően, 2003-ban alakult meg az Európai Élelmiszerbiztonsági Hatóság (EFSA) hazai partnerintézményeként. Jelentős szerepet töltött be az európai uniós csatlakozás előkészítésében, az átalakulás és tagállamként működés folyamatában, a hazai és nemzetközi élelmiszerbiztonsági intézményrendszer közti koordinációban, a tudományosan megalapozott élelmiszerbiztonsági kockázatbecslés megvalósításában, az élelmiszerekre és takarmányokra vonatkozó uniós gyors riasztási rendszer (RASFF) zökkenőmentes működtetésében. A hivatal megszűnéséig Dr. Szeitzné Dr. Szabó Mária látta el a főigazgatói feladatokat.

## Feladatai

### Tudományos kockázatbecslés
A tudományos kockázatbecslés alapja a lehetséges veszélyek azonosítása, jellemzőik meghatározása, előfordulásuk gyakoriságának és szintjének felmérése, ennek alapján a kockázat jellemzése. A kockázatbecslés képezi a jogalkotási, hatósági, kormányzati intézkedések tudományos alapjait. Magyarországon a MÉBiH végezte az aktuális élelmiszerbiztonsági eseményekhez kötődő kockázatok értékelését, továbbá az éves hatósági ellenőrzések adatait elemezve a nyers és feldolgozott élelmiszerekben előforduló, különböző – mezőgazdasági, technológiai, környezeti, biológiai eredetű – szennyezések, szermaradékok és természetes tartalomként jelenlévő toxikus anyagok élelmiszerbiztonsági kockázatbecslését. A rendelkezésére álló információk alapján került sor az élelmiszerek fogyasztásával járó kockázatok értékelésére, figyelembe véve a lakossági élelmiszer-fogyasztásra vonatkozó adatokat is. A kockázatbecslés alapján javaslatot készített a következő időszak elsőbbséget élvező vizsgálataira, és részt vett az egyes kémiai és mikrobiológiai szennyezőkre vonatkozó nemzetközi kockázatbecslési munkákban is. Közreműködött továbbá az emberi egészséget közvetlenül vagy közvetve veszélyeztető ártalmak azonosításában és felszámolásában.

### Hazai és nemzetközi kapcsolattartás
A hivatal hazai partnerintézménye volt az Európai Élelmiszerbiztonsági Hatóságnak (EFSA), emellett kijelölt nemzeti kapcsolattartó pont volt az Európai Unió élelmiszerekre és takarmányokra vonatkozó gyors vészjelző rendszerében (RASFF), illetve az Egészségügyi Világszervezet (WHO) élelmiszerbiztonsági, valamint sürgősségi veszélyjelző rendszerében (INFOSAN Emergency).

### Kommunikációs tevékenység
A hivatal célul tűzte ki, hogy terjedjen el a fogyasztói igényesség a lakosság teljes körében, részesítsék előnyben a magas higiéniájú szolgáltatásokat és utasítsák vissza az élelmiszerbiztonsági szempontból kétséges termékeket, valamint saját maguk is ismerjék és tartsák be az alapvető szabályokat. Emellett a hivatal fontos feladatának tekintette, hogy mind a szakembereket, mind a lakosságot hiteles, naprakész, megbízható, a legújabb tudományos eredményeket tükröző információkkal lássa el az élelmiszerbiztonság és egészséges táplálkozás terén.

## Jogutód
A 22/2012 (II.29.) kormányrendelet döntése értelmében 2012. március 15-ével jött létre a Nemzeti Élelmiszerlánc-biztonsági Hivatal (NÉBIH) a Mezőgazdasági Szakigazgatási Hivatal és a Magyar Élelmiszer-biztonsági Hivatal összevonásával abból a célból, hogy a rendelkező szakterületek erősségeinek és az átfogó élelmiszerlánc-biztonság adta lehetőségeknek összekapcsolásával még hatékonyabban legyen képes a teljes élelmiszerlánc felügyeletét ellátni, a felmerült kérdésekre és problémákra gyorsan reagálni. Bővebb információ a hivatalról elérhető a www.nebih.gov.hu oldalon.